# 完封
完封 （Shutout，通常記為SHO），是一個棒球比賽的術語，完封的意思是指球隊在比賽中，從第一局開始到結束（正規的棒球比賽是九局，但比賽不一定都會在第九局結束，可能會有延長賽或調整局數的規定），某隊的投手都沒有讓對方得分直至比賽結束（例如：比數是5比0），如果是先發投手投出完封，則該投手完成一次完封勝。如果後援投手在首局無人出局，球隊無失分的情形下接替投球，最終能無失分結束比賽，則可記錄該後援投手完封。如果是由超過一位的投手合力投出完封，則是該隊完封對手，但不算先發投手的完封勝。

## 外部連結
- 完封在台灣棒球維基館上的頁面（繁體中文）